# Butembo
Butembo è una città della Repubblica Democratica del Congo, situata nella Provincia del Kivu Nord, nel nord-est del paese.
Sorge quasi sull'equatore, ma trovandosi sulla catena montuosa del Ruwenzori, ad un'altitudine di 1700 metri sul livello del mare, in estate gode di clima piuttosto fresco.
È uno dei maggiori centri commerciali del paese, attivo nei settori dell'agricoltura e dell'allevamento.